# Södra Vings församling
Södra Vings församling är en församling i Redvägs och Ås kontrakt i Skara stift. Församlingen ligger i Ulricehamns kommun i Västra Götalands län. Församlingen ingår i Ulricehamns pastorat.

## Administrativ historik
Församlingen har medeltida ursprung. Efter 1548 införlivades Töve församling.
Namnet var före den 1 januari 1886 (ändring enligt beslut den 17 april 1885) Vings församling.
Församlingen var till 1989 moderförsamling i pastoratet (Södra) Ving, Härna, Fänneslunda  och Grovare som till 1548 även omfattade Töve församling och från 1962 Varnums församling. Från 1989 till 2006 var församlingen moderförsamling i pastoratet Södra Ving, Härna, Fänneslunda, Varnum, Hällstad, Murum, Möne och Kärråkra. Församlingen införlivade 2006 Fänneslunda, Härna och Varnums församlingar och var därefter moderförsamling i Södra Vings pastorat. Den 1 januari 2022 blev församlingen en del av Ulricehamns pastorat.

## Kyrkor
- Fänneslunda-Grovare kyrka
- Härna kyrka
- Södra Vings kyrka
- Trogareds kapell
- Varnums kyrka